# Zenting
Zenting település Németországban, azon belül Bajorországban. Lakosainak száma 1137 fő (2023. december 31.). Zenting Thurmansbang, Innernzell, Schöfweg, Schöllnach és Außernzell községekkel határos.

## Népesség
A település népessége az elmúlt években az alábbi módon változott:
| Lakosok száma | 697  | 854  | 1076 | 1170 | 1138 | 1167 | 1162 | 1183 | 1114 | 1137 |
|               | 1875 | 1950 | 1975 | 1987 | 2012 | 2014 | 2016 | 2017 | 2021 | 2023 |